# 4880 Tovstonogov
A 4880 Tovstonogov (ideiglenes jelöléssel 1975 TR4) a Naprendszer kisbolygóövében található aszteroida. Ljudmila Ivanovna Csernih fedezte fel 1975. október 14-én.